# Joachim Engel-Denis
Joachim Engel-Denis (* 7. November 1933; † 29. Januar 2013 in Mainz) war ein deutscher Schauspieler und Regisseur.

## Leben
Joachim Engel-Denis arbeitete hauptsächlich als Theaterschauspieler an verschiedenen Bühnen in Deutschland sowie seit den 1960er-Jahren als Regisseur an Theaterbühnen in Deutschland und in der Schweiz. Als Schauspieler interpretierte Engel-Denis ein breites Repertoire, das Stücke von William Shakespeare, die deutschen Autoren der Klassik und Romantik, das Theater der Jahrhundertwende, aber auch Stücke der Moderne und des zeitgenössischen Theaters umfasste. Zu seinen Bühnenrollen gehörten unter anderem Don Juan in Viel Lärm um nichts, William Mareshall, Graf von Pembroke in König Johann, Don Manuel Enriquez in Dame Kobold von Calderon, St. Just und Robespierre in Dantons Tod und der Baron mit Trauerflor in Glaube Liebe Hoffnung.
1964 inszenierte er am Staatstheater Oldenburg die Komödie Pygmalion. 1965 folgte dort die Inszenierung des Schauspiels Ein Eremit wird entdeckt von James Saunders. 1968 führte er am Stadttheater Ulm Regie bei Sławomir Mrożeks Schauspiel Tango. Regelmäßig inszenierte er in den 1970er Jahren am Stadttheater St. Gallen, unter anderem Die Gerechten (1976), Die Gerichtsnacht von Ulrich Bräker (1977), Leben des Galilei (1978) und Dantons Tod (1979). 1979 inszenierte er dort auch das Schauspiel Die Wildente.
Am Stadttheater Lübeck übernahm er 1986 die Regie bei Shakespeares Frühwerk Die Komödie der Irrungen. Am Stadttheater Bremerhaven inszenierte er unter anderem die Shakespeare-Stücke Der Widerspenstigen Zähmung (1989) und König Johann. Am Stadttheater Osnabrück inszenierte er 1993 das Theaterstück Die Besessene. Dort inszenierte er 1993 auch Carl Sternheims Komödie Der Snob.
Engel-Denis arbeitete auch als Sprecher für Hörspiele, hauptsächlich beim Süddeutschen Rundfunk. 1959 wirkte er dort in einer Hörspielfassung von Franz Grillparzers Schauspiel Des Meeres und der Liebe Wellen mit; seine Partner waren Gertrud Kückelmann, Michael Degen und Lina Carstens. 1960 folgte beim SDR eine Aufnahme des Hörspiels Porträt eines Mörders, gemeinsam mit Gerhard Just. 1963 übernahm er eine Rolle in dem Hörspiel Besuch im Pfarrhaus von Ilse Aichinger. 1977 führte er beim ORF Vorarlberg die Regie beim Hörspiel Annemarie K. gibt ihre Kinder zur Adoption frei von Hermann Friedl.
Bei Hörspielaufnahmen für den Hessischen Rundfunk wurde er, lt. eigenen Angaben in einem Gespräch 1989 mit der Journalistin und Kulturwissenschaftlerin Sabine Hock, direkt „vom Flur weg“ für die Fernsehserie Die Firma Hesselbach engagiert. Er spielte dann von 1960 bis 1963 in insgesamt 41 Folgen die Rolle des Büroangestellten und „Betriebs-Playboys“ Fred Lindner; Lindner wird im Verlauf der Serie zum Prokuristen befördert und wird der Schwiegersohn des Ehepaars Hesselbach.
Es folgten noch bis in die 1970er Jahre einige wenige weitere Fernseharbeiten, so 1971 der Fernsehfilm Operation Walküre, in dem er Adam von Trott zu Solz verkörperte. Später arbeitete Engel-Denis dann ausschließlich für das Theater.
Er war in der dritten Ehe mit der Schauspielerin und Sängerin Dagmar Sorel verheiratet und Vater eines erwachsenen Sohnes.
Engel-Denis lebte in Budenheim bei Mainz. Er hat vier erwachsene Kinder und lebte zuletzt mit seiner vierten Ehefrau, der Kostüm- und Bühnenbildnerin Gisela Spahlinger. Am 29. Januar 2013 starb Engel-Denis an Herzversagen im Vincenz-Krankenhaus in Mainz.

## Filmografie
- 1960–1963: Die Firma Hesselbach (Fernsehserie, 40 Folgen)
- 1970: Der Übergang über den Ebro (Fernsehfilm)
- 1970: Unter Kuratel (Fernsehfilm)
- 1971: Operation Walküre (Fernsehfilm)